# 이란의 이슬람
2014년 이란의 이슬람 통계
이란의 이슬람은 이슬람의 페르시아 정복(서력 633년–654년 )으로 사산 제국이 멸망하면서 시작되었다.  라시둔 칼리파국의 최성기였던 이 시기 페르시아의 옛 국교였던  조로아스터교는 박해를 받으며 쇠퇴하였고 그로부터 지금까지 이슬람은 이란의 국교가 되었다. 13세기 몽골 제국의 확산과 뒤를 이은 일칸국의 짧은 통치기를 제외하면 페르시아인 대다수는 시아파 무슬림으로 살고 있다. 20세기 전반 동안 잠시 세속주의적인 정치를 하기도 하였으나, 1979년 이란 혁명으로 페르시아 군주제가 무너진 이후 신학이 현실 정치에 깊숙히 개입하는 이슬람 공화국을 유지하고 있다.
이슬람 이전 이란계 종교는 고대 인도-이란 종교까지 거슬러 올라가는 뿌리를 지니고 있었다. 사산 제국의 국교는 조로아스터교였고 이 외에도 캅카스 알바니아를 비롯한 아소리스탄, 페르시아령 아르메니아,  오늘날 조지아 지역에 있던 이베리아 왕국등의 지역에는 유대교와 기독교가 큰 공동체를 유지하고 있었고, 박트리아 와 소그디아나 등의 동부 지역은 불교를 고수하였다. 이슬람이 페르시아를 정복하였다고 이들 종교가 갑자기 세를 잃은 것은 아니다. 이슬람은 오랜 세월에 걸쳐 느리지만 꾸준히 세를 늘려 나갔다. 귀족과 도시민이 먼저 이슬람으로 개종하면서 이슬람은 주류 종교로 자리잡았고 10세기 무렵이 되자 페르시아인 대다수는 무슬림이 되었다. 그러나 이란의 문화와 정치는 여전히 이슬람 이전의 페르시아 문명을 계승하였다.
2013년 미국의 무소속주의 싱크탱크인 퓨 리서치 센터는 이란 시민을 대상으로 이슬람의 정치 개입에 대해 설문 조사를 하였고, 응답자의 85%가 이슬람 종교인이 정치에 영향력을 행사하여야 한다고 답하였다. 이 조사에 따르면 이란의 무슬림 가운데 83%는 샤리아를 선호한다.
이란의 인구 약 8천 2백만 명 가운데 거의 대부분은 무슬림이며 이들 중 90%가 시아파 특히 열두 이맘파이다. 나머지 10%는 수니파로 주로 쿠르드계 이란인, 아촘인,  이란내 투르크맨인, 발루치족과 같은 이란 내의 소수민족이다. 2020년 세계 가치관 조사에서 이란 내 무슬림은 인구의 96.6% 이었다. 그러나 이란의 비정부 기구인 GAMAAN는 2020년 온라인 설문을 바탕으로 이란인들의 종교적 성향은 최근 급속히 감소하고 있으며 스스로 철두철미한 무슬림이라 여기는 사람은 32%에 불과하다고 발표하였다.
이란의 이슬람은 초기 수니파 시기와 16세기 이후의 시아파 시기로 나눌 수 있다. 16세기 초 세워진 사파비 제국은 열두 이맘파에 바탕을 둔 수피파를 근간으로 삼았고 이후 시아파를 국교로 삼아 강제적인 개종을 진행하였다. 이로 인해 17세기 중반까지 오늘날의 이란과 이라크, 아제르바이잔에 걸쳐 있는 사파비 제국 영토의 사람들은 대부분 시아파가 되었다. 이후 수 세기가 지나면서 이란은 시아파의 종주국으로 변화하였고 오늘날 이란의 문화에서 시아파는 서로 땔 수 없는 관계로 통합되어 있다.

## 역사

### 이슬람의 이란 정복

이슬람의 확산
무함마드 시기, (서력 622년 - 632년)
라시둔 칼리파국 시기 (서력 632년 ~ 661년)

우마르 시대인 서력 637년 라시둔 칼리파국이 몇 번의 큰 전투 끝에 이란을 정복하였고 사산 제국의 야즈데게르드 3세는 651년 메르브로 피하였다. 이슬람의 확장은 계속되어 674년 무렵 오늘날 이란의 호라산과 아프가니스탄, 트란스옥시아나를 포함하는 호라산 지역까지 이슬람 세계에 편입하였다.
버나드 루이스는 다음과 같이 기록하였다.
"이란인들은 이 사건을 다양한 관점에서 바라보았다. 어떤 사람들에게는 참된 신앙의 도래로 무지와 이교의 시대가 종식된 사건이었지만, 다른 이들에게는 외세에 의해 국가가 정복당하고 예속된 굴욕적인 패배였다. 물론 보는 각도에 따라 두 관점 모두 유효하다."
우마르와 그의 직계 후계자인 칼리파들은 자신들이 정복한 문명들이 갖는 영향력에 맞서 정치적, 문화적 결속을 유지하려고 하였다. 아랍인들은 요새화 된 도시에 주로 모여 살았고 이슬람을 신봉하지 않는 현지인들을 딤미로 지정하여 포용하였다. 딤미는 추가적인 인두세인 지즈야를 납부함으로서 사회 활동을 인정받았다.
무슬림이 페르시아고원을 정복한 직후 부터 이란인들은 이슬람으로 개종하기 시작하였고 이란은 가장 이른 시기에 이슬람이 전파된 지역 가운데 하나가 되었다. 기존의 국교였던 조로아스터교 성직자의 반발과 다른 고대 종교의 저항이 있었지만 이슬람은 빠르게 이란인 사이에서 받아들여졌다. 오늘날 이란인의 98%가 무슬림으로 이란 법률은 무슬림이 다른 종교로 개종하는 것을 금지한다.
이란의 이슬람 전파를 연대기적으로 연구한 리처드 불리엣은 족보등을 근거로 이슬람 정복 이후 초기에는 개종이 점진전이었으나 우마이야 말 무렵 급속히 무슬림 인구가 늘었다고 본다. 아바스 칼리파국이 건국한 750년 무렵에는 이란인의 80% 이상이 이미 무슬림이었다. 농촌 지역은 다를 수 있지만 이란의 도시 지역에서는 생활의 편리를 위해서라도 무슬림으로 개종하였을 것이다. 문화적으로는 여전히 옛 페르시아의 전통이 강한 영향을 주고 있었지만 추가적인 세금의 회피, 도시 내 거주 지역의 확보와 같은 이유로 도시민은 형식적으로라도 무슬림이 되어야 하였다.

### 이란의 이슬람화
749년 - 751년 사이 우마이야를 무너뜨리며 수립된 아바스 칼리파국은 시아파, 특히 이란에서 새로 개종한 무슬림의 협력을 통해 건국되었기 때문에, 건국 이후로도 이란은 아바스 칼리파국에 강한 영향을 발휘하였다. 아바스 왕가 역시 바그다그로 수도를 옮겨 보다 동방 친화적 태도를 보였다. 이러한 상황에 힘입어 이란의 무슬림 인구는 9세기 중반 40%에서 11세기 말 100%에 가까이 증가하였다. 특히 금속을 다루는 장인들이 이슬람을 기꺼이 받아들였는데, 불을 신성시 하는 조로아스터교의 교리에 따르면 불을 더럽히는 직업은 불결하다는 취급을 받았기 때문이다. 조로아스터교의 교리는 아후라 마즈다와 앙그라 마이뉴의 대립으로 세계를 설명하였고 이들은 이슬람을 전교하는 다와에 의해 쉽게 알라 와 이블리스로 대치되었다. 무슬림 지도자들은 기도 참석을 장려하고 개종이 쉽도록 페르시아어로 쿠란을 암송하는 것도 허용하여 이란의 이슬람화를 촉진하였다. 9세기 사만 아미르국은 쿠란을 페르시아어로 완역하였다. 조지 워싱턴 대학교 이슬람학 전공의 세이드 호세인 나시르 교수는 이란의 이슬람화가 페르시아 계통 지배자들의 후원 아래 이루어졌다고 설명한다.
버나드 루이스는 다음과 같이 서술하였다.
"이란은 실제로 이슬람화되었지만 아랍화되지는 않았다. 페르시아인은 페르시아인으로 남았다. 잠시 아랍과 통합되었으나 이슬람 내에서 다른 지역과 다른 독특한 요소를 가진 지역으로 분리되었고, 결국 이슬람 자체도 이 새로운 요소를 추가하였다. 이란은 문화적, 정치적 뿐만 아니라 이슬람이라는 종교 자체에 영향을 주었고 이슬람 세계에서 이러한 이란의 기여는 대단히 중요하다. 아랍어로 활동한 이란 시인들의 작품은 이슬람 문학 전반에 큰 공헌을 하였다. 어떤 의미에서 이란의 이슬람은 이슬람 자체가 새롭게 출현한 것이라 할 수 있어 종종 이슬람 이 아잠(아잠은 페르시아를 가리키는 아랍어)로 불린다. 이란 주변의 중앙 아시아가 받아들인 이슬람은 메카에서 발원한 원래의 이슬람이라기 보다는 이란화 된 이슬람이었다. 이란의 이슬람을 받아들인 민족 가운데 투르크족이 있었고 이들은 결국 오스만 제국을 세워 이슬람의 영향력을 더욱 넓혔고 빈에 이란 문화의 영향을 받은 성벽이 세워지기에 이르렀다. . . ."

### 이란의 이슬람 문화

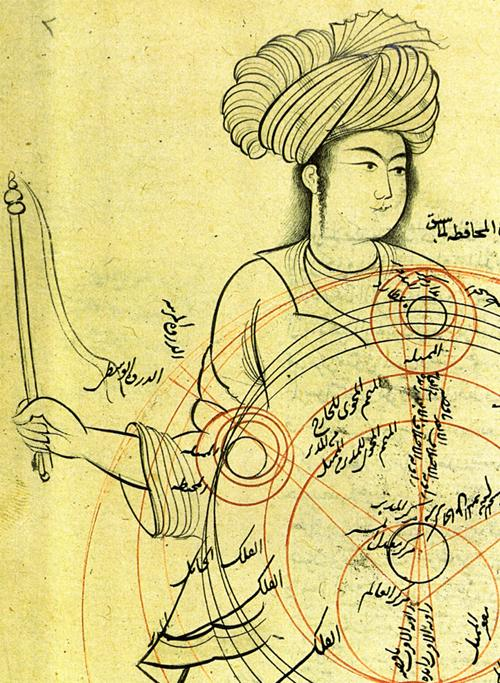
13세기 페르시아의 쿠트브 알딘 알시라지의 천문학 필사본. 천동설에 바탕을 둔 주전원이 보인다.

이슬람화 된 이란은 문화, 과학, 정치적 구조에 깊은 변화를 겪었다. 새롭게 꽃핀 페르시아 문학, 철학, 의학 및 예술은  이슬람 문명의 주요 요소가 되었다. 수천 년 문명 유산을 계승하고 "주요 문화 도로의 교차로"에 있는 페르시아는 떠오르는 "이슬람 황금 시대"에 기여하였다. 이 기간 동안 이란에서는 문학, 과학, 기술, 의학 등에서 수백명의 학자가 출현하였고 이들의 업적은 유럽에 까지 흘러들어 르네상스에 영향을 주었다.
수니파와 시아파 구분 없이 거의 모든 이슬람 분파와 사상에서 이란 학자들은 가장 중요한 인물로 평가받는다. 이븐 바바와이흐, 무함마드 이븐 야쿠브 알쿨라이니, 무함마드 알부카리, 무슬림 이븐 알하자지, 알하킴 알니샤푸리는 종파를 떠나 위대한 하디스 수집가로 인정받으며, 샤이크 투시, 가잘리, 파크르 알딘 알라지, 알자마카샤리는 이슬람의 대표적 신학자들이다. 파라비는 신플라톤주의 철학자였고, 이븐 시나는 고대 그리스와 아라비아의 철학과 의학을 집대성하였으며, 나시르 알딘 알투시는 수학과 공학 천문학에 관한 많은 저술을 남겼다. 이란의 시아파는 수피와 관계가 깊어 루미, 압둘 카디르 길라니와 같은 인물들이 나왔다.

14세기 알안달루스 출신의 학자 이븐 할둔은 무깟디마에서 다음과 같이 말한다.
특기할만한 사실은 몇몇 예외를 제외하고 대부분의 이슬람 학자들… 지식 과학 분야에서 비아랍인이라는 점이다. 시바와이는 문법학을 창시하였고 그 뒤를 알파르시와 아즈자자이가 이었다. 그들은 모두 페르시아 혈통이었다... 그들은 아랍어의 문법의 체계화하였다. 위대한 법학자 역시 페르시아인이었다. 페르시아인만이 지식을 보존하고 체계적인 학문을 저술하는 업에 종사하였다. 따라서 예언자(무함마드)가 "학식이 하늘 가장 높은 곳에서 끊기더라도 페르시아인들이 그것을 달성할 것이다"라는 진술은 분명한 진실이다. … 모든 공예품이 그러하듯… 이러한 상황은 페르시아에 속하였던 나라들인 이라크, 호라산, 트란스옥시아나에서도 계속되었다.

### 슈우비야 운동
9세기에서 10세기 무렵 이슬람 공동체인 움마에 속하였던 비아랍인들, 특히 페르시아인들은 아랍인들의 특권적 지위에 대응하여 슈우비야 운동을 일으켰다. 이 운동은 페르시아 민족 정체성의 부활로 이어졌다. 페르시아인들은 이슬람을 받아들였지만 수세기에 걸쳐 이를 페르시아화하였고 그 과정을 통해 고유한 언어와 문화를 보호하고 되살리려 노력하였다. 아랍인과 터키인도 이와 비슷한 시도를 하였다.
압바스 칼리프의 권력이 약화되자 이란의 여러 지역에는 토착 왕조가 생겨났고 그 가중데 일부는 상당한 영향력과 권력을 가지고 있었다. 그 가운데 가장 큰 영향력을 가진 곳은 호라산의 타히르 아미르국(820년 - 872년)과 타히르였다. 시스탄의 사파르 아미르국(867년 - 903년), 부하라에서 시작한 사만 아미르국(875-1005년)이었다. 특히 사만은 이란 중부에서 파키스탄에 이르는 넓은 지역을 지배하였다. 10세기 건국된 부와이흐 왕조(934년 - 1055년)는 사실상 독립국으로 압바스 칼리프의 영향력이 미치지 않았다. 한편 아바스 왕조의 칼리프 역시 대부분 페르시아계 혈통이었기 때문에 자이드파였던 부와이흐는 별다른 갈등없이 조용히 바그다드에서 실질적인 권력을 장악할 수 있었다.
사만 아미르국은 이슬람의 이란 정복 이후 최초의 완전한 토착 왕조로 페르시아 문화의 부흥을 주도하였다. 이 시기 이슬람 이후 최초의 중요한 페르시아 시인으로 평가받는 루다키가 사만 궁정에서 활동하며 찬사를 받았다. 사만은 많은 고대 페르시아 축제를 부활시켰고 그 뒤를 이은 투르크계의 가즈나 왕조도 페르시아 부흥에 중요한 역할을 하였다.

### 수니 술탄국
962년 사만 아미르국의 투르크계 총독이었던 알프데긴이 오늘날 아프가니스탄에 속하는 가즈니를 정복하여 가즈나 왕조 왕조를 세웠다. 11세기가 되자 또 다른 투르크계인 셀주크 왕조가 서서히 이란 전역을 장악해 갔다. 셀주크의 토그릴 베그는 호라산을 구석구석 누비며 가즈나 왕조를 몰락시켰고 1055년 바그다드의 칼리프로 부터 동방의 왕이라는 칭호를 받았다. 말리크샤 1세 (1072년 – 1092년) 시기 재상을 지낸 니잠 알물크는 스스로가 학자로 학문과 예술을 크게 장려하였다. 달이 차고 기우는 것만을 기준으로 삼는 순태음력인 이슬람력과 달리 태양력인 이란력은 이 당시 운영된 이스파한 천문대의 오마르 하이얌에 의해 정비되었다. 셀주크는 호라산 출신의 가잘리를 비롯한 저명한 학자들을 수도 바그다드로 초빙하여 학예를 장려하였다.
셀주크는 왕국이 유지되는 동안 늘 심각한 내분에 시달렸고, 종종 정적을 제거하기 위해 암살자를 동원하였다. 알라무트에 기반한 아사신은 엄격한 규율을 지닌 종교단체로 시아파의 한 분파였으나 청부 암살을 맡으면서 암살자의 대명사로 인식되었다. 아사신은 여러 언어에서 암살을 가리키는 낱말의 어원이다.
징기스칸의 유라시아 대초원 정복 과정에서 이란 지역에는 튀르크몽골인 왕조인 티무르 왕조가 세워졌다. 티무르 제국은 곧바로 이슬람을 국교로 채택하여 이슬람화 되었으며 이후 튀르크-페르시아 전통을 이어갔다. 티무르의 손자인 울루그 베그는 사마르칸트에 울루그 베그 마드라사를 짓고 천문대를 세웠다.

### 수니파에서 시아파로

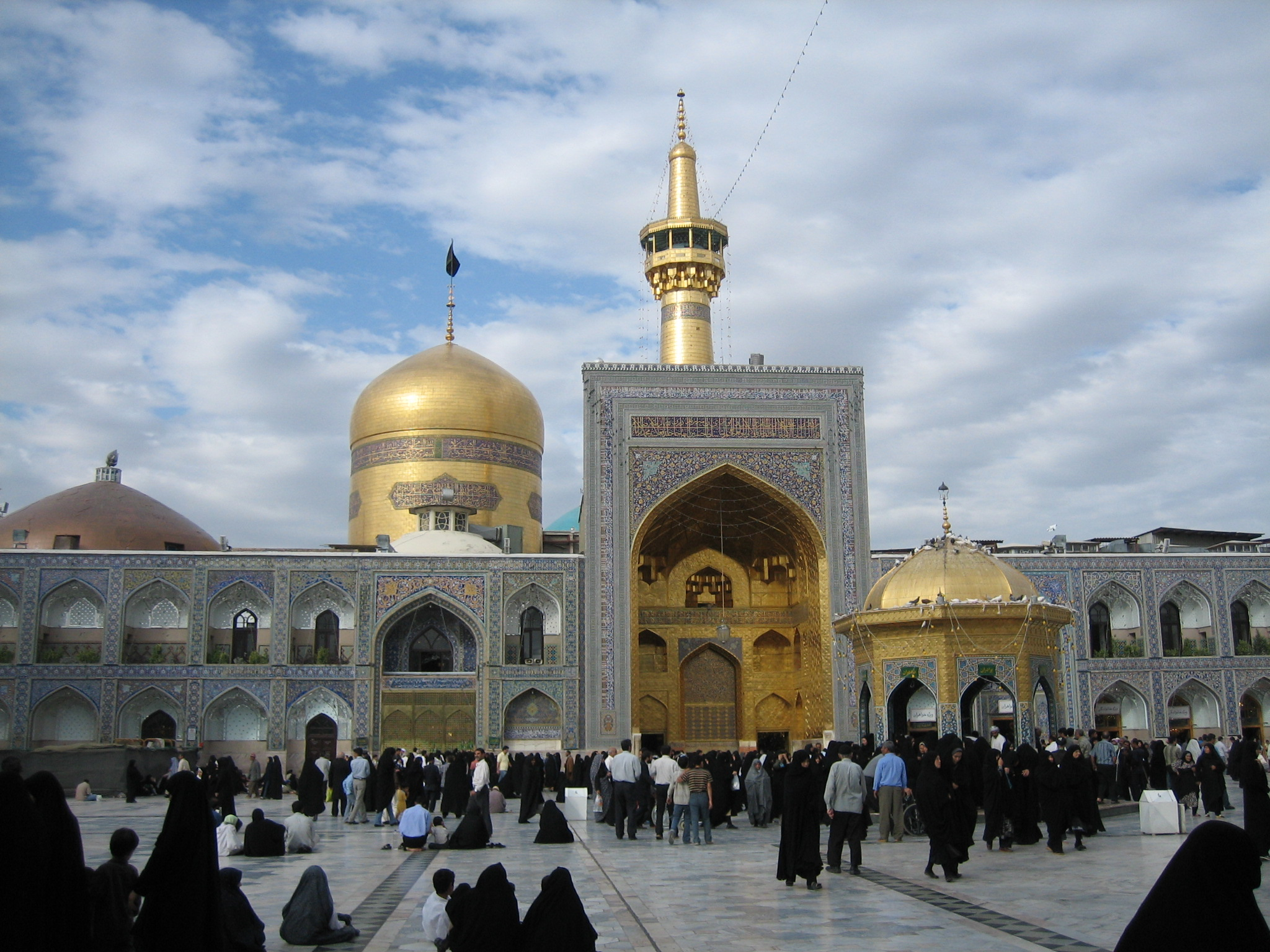
알리 알리다는 이란에 있는 시아파의 성지이다.

이슬람 초창기부터 이란에 살았던 시아파는 독자적인 하디스인 사서를 편찬하는 한편 일부 지역을 지배하는 시아파 왕조들을 배출하기도 하였지만 11세기까지 주류 학자와 대중들은 수니파가 더 많았고 이런 상황은 사파비 왕조가 들어설 때까지 지속되었다.
이란에 이슬람이 들어 온 뒤 9백여년 동안 수니파는 이란의 지배적 종교였다. 그러나 타바리스탄에 있던 부와이흐 왕조의 술탄 울제이투나 사르바다란의 경우처럼 시아파 성향의 국가와 지역이 존재해 왔다. 시아파는 내부적으로 자이드파나 열두 이맘파와 같은 분파로 나뉘어 있었고, 이 시기 시아파의 중심지는 오히려 오늘날 이라크에 해당하는 쿠파, 바그다드, 나자프, 힐라와 같은 지역이었다.
이 시기의 중요한 사건으로는 다음의 네 가지 일들이 있다.
- 7세기 무렵 이라크에 있던 아샤리파가 쿰으로 집단 이주하였다.
- 11세기에서 12세기 사이 바그다드와 나자프를 중심으로 한 시아파 전통이 이란에 영향을 주었다.
- 8세기 - 14세기 사이 힐라를 중심으로 한 시아파가 이란에 영향을 주었다.
- 16세기 초 사파비 제국이 사피파를 기반으로 시아파를 국교로 삼으며 오늘날 레바논에 해당하는 자발 아밀 지역과 바레인 지역의 시아파가 이란에 영향을 주었다.[35]

### 사파비 제국과 시아파
사파비 제국의 영토는 오늘날의 이란에서 아제르바이잔에 걸쳐 있었기 때문에, 이 시기의 이슬람 역사 역시 둘 모두에 얽혀 진행되었다. 16세기 초까지 수니파가 주류였던 이란과 아제르바이잔의 종교 구성은 사파비 제국의 건국으로 크게 변화하기 시작하였다. 1500년 이스마일 1세는 이란과 아제르바이잔을 정복하고 수니파를 시아파로 강제 개종 시키는 정책을 시행하였고 이에 따르지 않는 수 많은 수니파를 학살하였다. 이스마일 1세는 이라크, 다게스탄, 동아나톨리아, 아르메니아를 정복한 뒤 같은 강제 개종과 학살을 반복하였다. 사파비 제국은 이후로도 2백년에 걸쳐 강제 개종 정책을 지속하였고 결국 이 지역 무슬림은 대부분 시아파가 되었다.

사파비 제국의 샤는 정통 칼리파 시대의 칼리파처럼 신의 대리자이자 정치 권력의 정점에 있었다. 그러나 17세기 중반 사파비 제국의 중앙 정부가 지역에 대한 장악력을 상실하면서 법관, 행정관, 울라마와 같은 제국의 중간 관리자들이 힘을 키우기 시작하여 실권을 장악하게 된다. 법률을 해석하는 법학자인 울라마는 여전히 강한 영향력을 발휘하던 수니파를 비롯한 수피파의 다른 분파들에 대해 시아파를 수호하고 대중을 선동하는 역할도 하였다. 시아파의 뿌리인 후사인 이븐 알리의 죽음은 이를 기념하는 열광적인 행위인 타끼야를 발달시켰고 성직자들은 시아파 지도자들의 무덤을 성역으로 떠받들도록 하였다. 이란의 20세기 이슬람 학자 모르테자 모타하리는 이란의 시아파 이슬람의 모습이 사파비 제국 시기에 형성되었다고 보았다. 시아파는 다른 이슬람 분파에 대해서도 배타적이었기 때문에 시간이 지남에 따라 이란은 시아파 일색의 이슬람 문화가 되었다. 반면, 시아파의 배타성은 다른 지역 무슬림들이 시아파를 배척하는 이유 가운데 하나였으며, 그 결과 이란을 벗어나면 시아파의 비중은 급격히 떨어지게 되었다. 이런 면에서 사파비 제국은 이란을 시아파의 영적인 요새로 만들었다고 할 수 있다. 토론토 대학의 이란학과 교수였던 로저 사보리는 다음과 같이 평하였다.
| “ | 오늘날 이란의 모습은 어떤 면에서 사파비 제국에 의해 만들어졌다. 우선, 사파비는 고대로 부터 이어져 온 다양한 페르시아 문화 전통을 계승하여 이를 보다 민족적 형태로 강화하였다. 둘째, 사파비는 시아파를 국교로 삼으면서 지하드의 한 형태인 무력 투쟁, 무자히드를 강조하였다. 이는 사파비가 도시를 정복하고 권력을 유지하는 기반이 되었으며 일종의 신정일치 정부를 통해 국가를 운영할 수 있도록 하였다. 셋째, 사파비 왕조 시기 만들어진 종교 지도자인 울라마와 경제 기반이 된 바자르는 이후로도 이란에서 중심적인 역할을 맡아 1905년 - 1906년의 페르시아 헌법혁명과 1979년 이란 혁명에서도 여전히 큰 역할을 하였다. | ” |

### 현대: 근대화와 이슬람주의
20세기에 들어서 이란은 1906년 페르시아 헌법혁명과 팔라비 왕조의 세속주의 같은 중대한 변화를 겪었다.
로이 모타헤데는 20세기 전반기에서 이란 이슬람의 중요한 변화 가운데 하나는 울라마의 성격이 모두가 우러러 보던 계층에서 "한 주를 되돌아 보고 몇 몇 전통을 지킬 수 있도록 오후를 보내는 가게의 주인"으로 몰락하였다는 점이라 말하였다. 팔라비 왕조의 레자 샤는 군복무를 의무화 하고 공직에서 유럽식 복장을 착용하도록 하면서 울라마가 되는 수련 과정에 있는 탈레베와 이들을 가르치는 물라에게는 이를 면제하여 주었지만, 그러기 위해선 시험에 합격하도록 하였고, 교육 수준이 낮은 성직자들은 특권을 박탈시켰다.
또한 전근대 시기 광범위한 교육을 담당하던 마드라사를 보다 "전문적인" 이슬람 신학교로 개편하고 세속 공립학교를 설립하여 근대 교육을 실시하였다. 이 과정에서 옛 교육과정인 프톨레마이오스의 천동설에 입각한 천문학이나, 이븐 시나의 의학, 오마르 하이얌의 대수학 등은 제외하였다.

팔레비 왕조는 세속주의에 바탕을 둔 근대화를 추진하였으나 자체적인 부패, 서구의 간섭, 각종 사건에 대한 무능력한 대처로 큰 혼란을 겪었다. 이 과정에서 이란에는 여러 세력들이 팔레비 왕조의 종식을 원하였고, 이슬람주의는 그러한 반왕조 세력 가운데 하나였다.

### 이란 혁명
1979년 이란 혁명으로 이란은 세속주의 군주제에서 루홀라 호메이니가 이끄는 이슬람주의 공화국으로 변화하였다. 호메이니는 법학자에 의해 국가가 통치되어야 한다고 주장하였고 이란 혁명은 프랑스 혁명과 러시아 혁명에 이은 "역사상 세 번째로 일어난 위대한 혁명"으로 선전되었다. 이로서 이슬람 원리주의는 서쪽으로 모로코에서 동쪽으로 말레이시아에 이르기까지 이슬람 세계 전체를 뒤흔드는 정치 세력이 되었다.

## 현황

### 인구
이란의 무슬림 중 90%는 시아파이다. 수니파 무슬림은 이란 인구의 약 10%를 차지한다. 쿠르드족의 일부인 라리족의 대부분과 발루치족, 투르크맨인을 비롯하여 소수의 아랍인, 루르족 등이 수니파이며 이란 남부와 호라산에는 작은 수니파 페르시아인 공동체가 있다.
수니파 페르시아인의 대다수가 파르스주 남부의 라레스탄 산악지역에 몰려있는데 너무 거친 험지여서 사파비 왕조의 강제 개종을 피할 수 있었기 때문이다. 라레스탄 사람들의 페르시아어 방언인 라리어는 서이란어군에 속하며 고대 페르시아어 및 루르어와 밀접한 관련이 있다.한편 나머지 수니파는 대부분 이란의 소수민족으로 쿠르드족의 일파인 라리족의 경우 65%가 수니파, 35%는 시아파이다.
시아파 성직자들은 수니파를 시아파로 개종시키는 것을 지하드의 일종으로 간주하는 경향이 있다. 이 때문에 페르시아만 지역과 시스탄오발루체스탄주의 수니파 거주 도시에서 이란 혁명을 전후로 시아파와 수니파 사이의 긴장이 있었다. 후사인 이븐 알리를 기리는 무하람 시기가 되면 이러한 긴장이 강해진다.

### 신권 정치
이란 혁명이후 만들어진 1979년 이란 이슬람 공화국 헌법은 국가가 샤리아에 의해 운영되어야 한다고 명시하고 있고, 이를 강제하기 위하여 종교 지도자인 라흐바르를 이란 혁명의 "수호자"로서 최고 지도자로 규정하고 있다. 따라서 이란의 대통령 조차 라흐바르의 지도를 받아야 한다.
이란 이슬람 공화국의 헌법은 시아파와 열두 이맘파를 공식 종교로 삼고 있지만 다른 이슬람 학파도 존중 받아야 한다고 규정하고 있고, 또한 조로아스터교, 유대교 및 기독교를 종교적 소수자로 인정한다. 다만 공식 종교 이외의 종교는 이란 내에서 선교 활동을 할 수 없다.
이란의 시민은 앞서 언급한 종교 가운데 하나를 신봉할 수 있고, 나머지 다른 소수 종교 특히 바하이 신앙은 인정되지 않는다. 이에 따라 바하이 성직자는 법적으로 인정되지 않아 당국에 의해 "보호되지 않는 이교도"로 분류되며 차별을 받는다. 같은 이유로 무신론 역시 공식적으로 허용되지 않는다. 시민권의 상당수가 종교적 제약을 받고 있어 권리를 지키려면 자신이 공인된 종교 가운데 하나를 신봉하고 있다고 밝혀야 한다.
이란 정부가 광범위한 부패, 차별 및 세속화를 이어가자 국가의 공인 종교 외에 다른 대안을 찾는 경우가 있지만, 공식적이지는 않다.

### 종교 기관
이슬람에서 가장 중요한 종교 기관은 모스크이며 이란 역시 그렇다. 무슬림은 모스크에 모여 기도하는 것이 의무이고, 그 외에도 각종 의식이 모스크에서 이루어진다. 그러나 세속주의 시기 이란은 종교적 의무를 강조하지 않았었고, 팔레비 왕조 시기 모스크의 금요일 회중 기도는 강제되지 않았다. 이란 혁명으로 신권 정치가 시작되자 모스크의 중요성 역시 부각되어 그 이후로 모스크는 전통적인 종교적 기능 외에도 중요한 정치적, 사회적 역할을 계속 수행해 왔다. 하지만 모스크의 기능이 강화되면서 금요일 기도 외의 시간인 주중에 모스크에 가는 것은 오히려 다른 이슬람 국가에 비해 비율이 낮다. 특히 이슬람 공화국에서 금요기도를 정치화하면서 금요일의 모스크 출석이 정부에 대한 지지로 인식되는 경향이 있다. 이 때문에 오히려 모스크 출석을 꺼리는 경우도 있다. :228–9
모스크 외의 또 다른 중요한 종교 기관은 이슬람 센터인 중요한 의미를 지닌 또 다른 종교 기관은 호세이니예이다. 부유한 후원자들에 의해 지어진 호세이니예는 무하람 기간에 후사인 이븐 알리의 순교를 기념하는 낭독회와 공연 장소로 사용된다. 1970년대 테헤란의 이르샤드 호세이니예는 저명한 성직자와 평신도가 설교자로 나서 우사인 이븐 알리의 순교와 다른 이맘들을 기리는 설교를 하였고, 이는 이란 혁명의 토대를 마련하는 선전장으로 사용되었다. 한편, 전통적인 교육기관인 마드라사는 종교 교육에서 중요한 역할을 담당하며 시아파 신학과 법학을 위한 고급 훈련이 이루어져 신학대학교의 역할을 담당하고 있다. 마드라사의 학생인 탈라베는 마드라사에 기숙하면서 보통 최소 7년의 학업 기간 동안 봉급을 받으며, 이 기간 동안 초급 성직자가 될 자격을 갖추는 시험을 준비한다. 시험을 통과하면 물라가 될 자격을 얻는다. 혁명 당시 이란에는 1만1천 명이 약간 넘는 탈라베가 있었고 그 중 약 60%는 곰의 마드라사에 있었다. 1979년부터 1982년까지 곰의 탈라베 수는 3배 이상 증가했고, 2000년대 초 2만5천 여 명이 되었다. 곰 이외의 다른 도시에는 약 1만2천 명의 탈라베가 있다.
사립 기숙학교인 막타브 역시 이란의 전통적 교육기관 가운데 하나로, 20세기에 들어 공립학교 체계가 도입되면서 그 수와 중요성이 감소하기 시작하였으나 혁명 당시까지 사립종교학교로 계속 존재하였다. 공립학교가 세속주의에 바탕을 둔 일반적 과목을 중심으로 교육하였기 때문에 1979년 혁명 이후 종교 교육을 원하는 부모는 아이를 마타브에 입학시켰다.
2003년 아바스 윌리엄 사미는 이란의 성직자 수는 9만(매체 관찰 통계)에서 30만(유럽 출처) 사이라고 보고 종교 교육기관에 속한 학생의 수를 4만으로 추정하였다. 사미는 여기에 더해 6만 명의  "정식 훈련이나 자격도 없이 도시 설교자, 시골 기도 지도자, 행렬 주최자로 활동한 사람들"을 추가하였다. 이란의 신학교는 곰에만 60개소가 있었다.
각종 성지 역시 주요 종교 기관의 역할을 한다. 무슬림에게 성지 순례는 의무이기 때문이다. 마드리사와 각종 신학교가 모여있는 곰은 대표적인 시아파 순례지이다. 시아파는 이맘이 청원자와 신을 중재한다고 믿기 때문에 이맘과 관련된 성지 순례를 중요하게 여긴다. 이란에 있는 1,100 개가 넘는 성지 중에 가장 중요하게 여기는 곳은 마슈하드에 있는 8대 이맘 알리 알리다의 영묘와 곰에 있는 알리 알리다의 누이 파티마 빈트 무사의 영묘, 테헤란에 있는 루홀라 호메이니의 영묘이다. 성지는 이들의 영묘를 중심으로 다양한 후대인들의 무덤, 모스크, 마드라사, 도서관들이 복합적으로 건립되어 있다. 흔히 이맘 레자로 불리는 알리 알리다의 영묘는 시아파에게 가장 신성한 장소 가운데 하나이다. 마슈하드 성지는 여러 모스크, 마드라사, 도서관, 박물관, 진료소, 병원 등이 알리 알리다의 영묘를 둘러싼 형태로 이루어져 있으며 이란의 어느 종교 기관보다 큰 규모의 기부금과 기증품이 쌓인다. 성지를 참배하는데 특별히 시간 제한이 있지는 않지만 일반적으로 시아파의 기념일에 사람들이 붐빈다. 다양한 계층의 사람들이 성지로 순례하며 자신의 경건함을 보이고 영적 은총이나 사업상 행운을 빈다. 19세기 이래로 바자르의 상인이나 하층민들은 마슈하드를 순례한 사람을 "마시티"라고 호칭하며 존중하였다. 2000년대 초 성지 방문자는 매년 최소 400만 명 정도였다. 테헤란과 쉬라즈에도 알리 알리다의 다른 친척들을 기리는 성지가 있다. 이 뿐만 아니라 농촌의 작은 마을 조차 성스러운 삶을 살았던 것으로 알려진 이맘의 후손을 기념하는 작은 사당이 있어 이맘자데라고 부른다. 이라크에도 카르발라와 나자프에 시아파의 성지가 있어 이란 사람들이 끊임없이 방문한다. 이란의 성지 순례 관습은 사람들의 이동을 촉진하여 이란 사회를 통합하는 역할을 해왔다.
모스크나 마드라사 등에 기증하는 금품을 와크프라고 한다. 와크프는 무슬림의 의무는 아니지만 큰 영예로 여기기 때문에 재력이 있는 무슬림들은 와크프를 당연한 것으로 여겨왔다. 이슬람 세계에서 성지, 모스크, 마드라사, 병원, 도서관, 고아원과 같은 자선 기관들은 와크프에 의해 유지되었으며 주로 토지나 기타 소득을 창출할 수 있는 재산을 기부한다. 와크프로 제공되는 것은 영구적으로 해당 기관의 소유가 되며 반환되지 않는다. 대신 기증자는 기부금의 사용처를 지정할 수 있고 무타발리가 규정에 따라 관리하도록 되어 있다. 기부금 관리자인 무타발리는 대개 세습된다. 팔라비 왕조 시기 국가는 와크프에 대한 통제권을 행사하려다 성직자와 큰 갈등을 일으켰다. 아 과정에서 상당수의 와크프가 해체되었다. 그러자 시아파 무슬림 상당수가 와크프 대신 의무적인 기부인 자카트의 형태로 자신의 기부금을 최고위 성직자인 아야톨라에게 직접 납부하였다. 이는 당시 아야톨라였던 호메이니가 팔레비 샤에 대항하는 재정적 기반이 되었다.
2003년 이란의의 종교 기관 통계는 다음과 같다.
| 종류 | 모스크 | 주무아 성원 | 후사이냐 | 이맘자데 | 다르가 | 하우자 |
| 숫자 | 48983  | 7877        | 13446    | 6461     | 1320   |        |

## 같이 보기
- 이란의 역사

## 참고 문헌
- Petrushevsky, I. P.,(1985) Islam in Iran, State University of New York Press, ISBN 978-0-88706-070-0
- Frye, Richard (1975). 《The Golden Age of Persia》. London: Weidenfeld and Nicolson.
- Hovannisian, Richard (1998). 《The Persian Presence in the Islamic World》. Cambridge: Cambridge University Press.
- Foltz, Richard (2013). 《Religions of Iran: From Prehistory to the Present》. London: Oneworld publications. ISBN 978-1-78074-308-0.
- 이 문서는 다음을 포함합니다: 퍼블릭 도메인 자료 출처: Library of Congress 문서: Curtis, Glenn E.; Hooglund, Eric, 편집. (2008). 《Iran: A country study》 5판. Federal Research Division. Sunni Muslims.